# Trichocentrum undulatum
Trichocentrum undulatum es una especie de orquídea epífita que se encuentra distribuida en algunos países del Caribe, así como en Norte, Centro y Sudamérica. Conocida también como «oreja de burro», destaca por su belleza natural, fácil cultivo y, por ende, su elevado potencial ornamental que ha llamado la atención de coleccionistas de orquídeas a nivel mundial. Es una planta extremadamente resistente si crece en climas tropicales; algunos ejemplares con hojas quemadas y dañadas pueden llegar a florecer sin problemas.

## Descripción

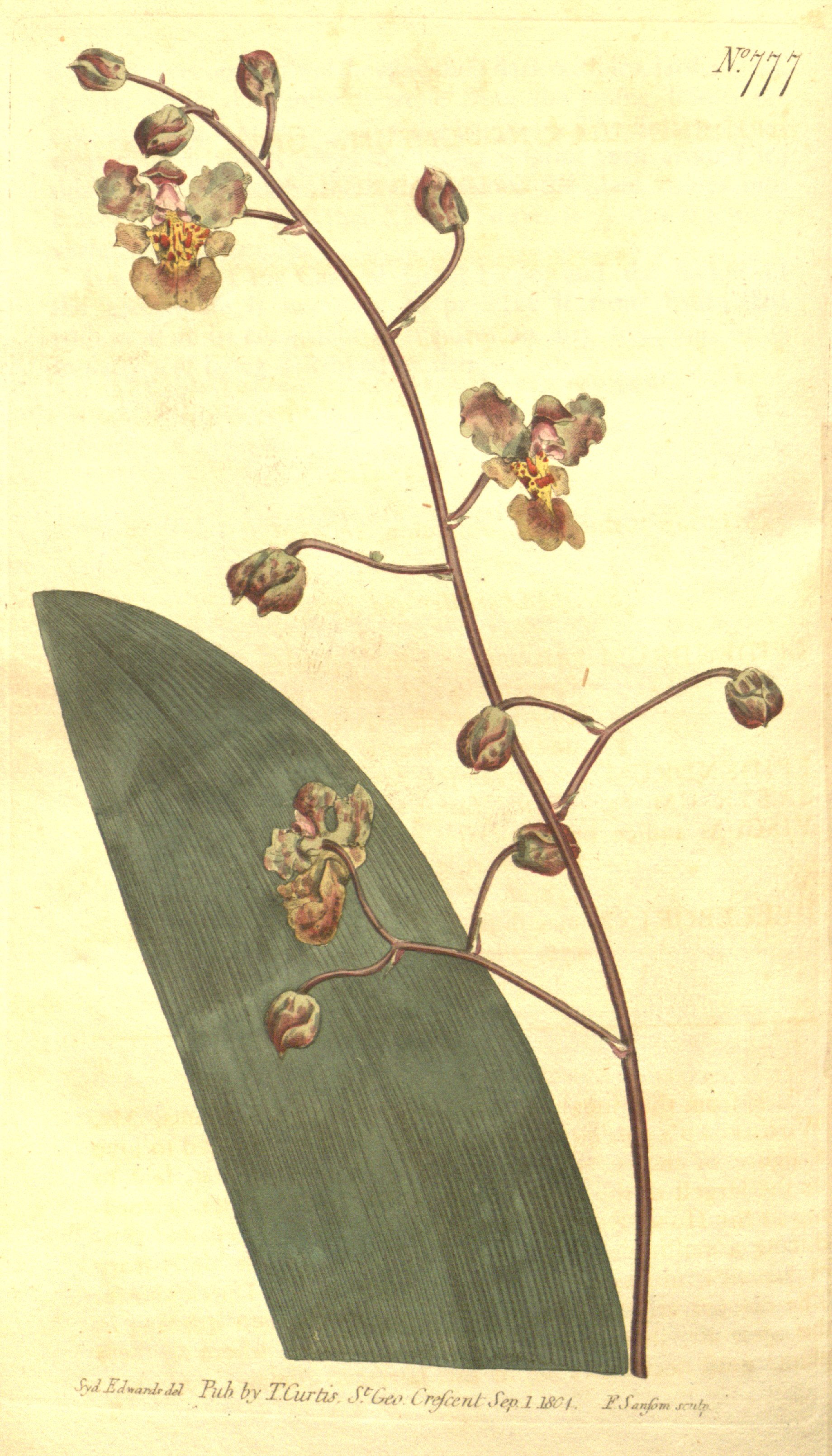
Vista del tallo, hojas y flores

Trichocentrum undulatum es una planta completamente epífita que crece sobre los árboles con dosel dominante entre los 0.41 hasta los 4 m de altura. Su rizoma es pequeño con raíces gruesas y pseudobulbos pequeños poco visibles a simple vista. Estos últimos son unifoliados, y sus hojas son de gran tamaño y rígidas, con una longitud que puede superar los 50 cm de largo por 8-14 cm de ancho, con un color verde claro y plegadas a lo largo del nervio central. Esta forma les da la apariencia de orejas de burro de donde procede su nombre popular.
Las flores se presentan desde febrero hasta abril en grupos de inflorescencias racimosas axilares de gran tamaño y ramificadas (1.5 a 2 m de largo) que pueden albergar hasta 50 flores de 2.5 cm de diámetro. Su coloración es parda-amarilla y manchas púrpuras en los pétalos, sépalos y labelo. Por su parte, los frutos se maduran hacia los meses de agosto y septiembre. Los pétalos son casi del mismo tamaño que los sépalos, y el labelo está conformado es trilobulado, con dos lóbulos laterales y uno central muy conspicuo.
El tallo puede alcanzar 1.5 m de largo y contener más de 40 flores. Al inicio de su desarrollo, el tallo floral crece de forma erecta hasta alrededor de un metro de largo, cuando comienza a curvarse hacia abajo por el peso de los botones florales.

## Hábitat y distribución
La orquídea «oreja de burro» se ha encontrado en múltiples países. Se conocen poblaciones en el sur de la Florida en el Everglades National Park, México, Honduras, Cuba, Jamaica, Bahamas, Colombia, Venezuela, Guyana Francesa y el norte de Brasil. Se encuentran con frecuencia en bosques con vegetación tupida y siempreverdes (perennifolios), a diferentes altitudes que van desde mogotes hasta los 1300 m.

## Depredadores
Uno de los depredadores herbívoros que actualmente amenaza la población de T. undulatum en la Florida es la mosca Melanagromyza miamensis, la cual deposita sus huevos dentro del tallo de la planta, donde la larva se desarrolla y después emerge como una mosca adulta. Este evento puede matar la inflorescencia si el depósito de los huevos ocurre por debajo del quinto nodo. Si ocurre por encima de este sitio, la planta desarrolla ramas laterales que también son atacadas por las moscas, afectando significativamente la polinización y reproducción de la planta. Estudios más recientes han descrito esta misma interacción planta-herbívoro en Cuba como uno de los factores que puede afectar la población de esta orquídea.
Otro herbívoro de interés en la Florida es el insecto invasivo Diaspis boisduvalii, el cual se alimenta de las hojas de la planta y se ha observado en múltiples censos poblacionales en zonas periféricas. Esto podría afectar la supervivencia de los especímenes adultos mas no de otras especies de orquídeas.

## Potencial ornamental
Trichocentrum undulatum ha sido catalogada como una especie con un alto potencial ornamental, frecuentemente presente en las colecciones botánicas y en jardines. Esto se debe a la forma de su flor poco común y atractiva, con buena adaptación y bajos requerimientos de cultivo, con necesidades de riesgo no muy altos pues aparecen hongos que afectan la inflorescencia.